# Amaranth (Farbstoff)
Amaranth ist ein roter, gut wasserlöslicher Azofarbstoff aus der Gruppe der Säurefarbstoffe, der als Lebensmittelfarbstoff Verwendung findet.
Mit dem gleichnamigen Getreide Amarant hat der Farbstoff – bis auf die Blütenfarbe – nichts zu tun.

## Herstellung
Amaranth ist durch Diazotierung von 4-Aminonaphthalin-1-sulfonsäure und alkalischer Kupplung der Diazoniumverbindung auf 3-Hydroxynaphthalin-2,7-disulfonsäure zugänglich.

## Eigenschaften und Verwendung
Amaranth ist beständig gegen Licht, Hitze und das Konservierungsmittel Benzoesäure. In Gegenwart von Fruchtsäuren verliert Amaranth seine Farbe. Amaranth wird für Aperitifweine, Spirituosen und Fischrogen verwendet.
Es wird vermutet, dass Amaranth Pseudoallergien, Hautreaktionen und Asthma bronchiale auslösen kann. Von der Internationalen Agentur für Krebsforschung (IARC) wird Amaranth in Gruppe 3: nicht eingestuft geführt.

## Gesetzliche Regelungen
In der EU wurde Amaranth als Lebensmittelzusatzstoff E 123 durch die Richtlinie 62/2645/EWG zugelassen. Inzwischen beruht die Zulässigkeit der Verwendung auf der Verordnung (EG) Nr. 1333/2008 und ist beschränkt auf Fischrogen außer Störrogen (Kaviar) sowie bestimmte alkoholische Getränke. Dabei gelten je nach Erzeugnis Höchstmengen von 30 bis 100 mg/kg bzw. mg/l.
In den USA und der ehemaligen Sowjetunion ist Amaranth nicht als Lebensmittelzusatzstoff zugelassen.